# Дом Корсакова
Дом Корсакова — памятник архитектуры. Расположен в Санкт-Петербурге, современный адрес дома — Владимирский проспект, 12.
На участке к концу XVIII века был небольшой каменный дом, в глубине владения был садик и служебные корпуса. В 1826—1828 годах по заказу Корсаковых А. А. Михайлов 2-й построил на их месте большой особняк, в 1840-е к нему были пристроен ряд помещений — зимнего сада и те, что сейчас занимает зрительный зал и малое фойе.
В 1860-е годы в здании был Купеческий клуб.
Центральная часть здания сильно выступает, на ней расположено восемь трёхчетвертных колонн ионического ордера на высоту двух верхних этажей. По сторонам колоннады стены украшены пилястрами. Нижний этаж истолкован как цокольный, замки над его окнами украшают лепные женские маскароны. На боковых крыльях дома расположены чугунные литые балконы на мощных кронштейнах. Первый этаж рустован и истолкован как цокольный, сам по себе цоколь был уничтожен при повышении высоты тротуара, что нарушило вертикальные пропорции здания. Решётка центрального балкона лёгкая, что, вместе с масками на замковых камнях окон первого этажа, предположительно является результатом позднейших ремонтов.
Парадная лестница украшена в стиле итальянского Возрождения. Помещение опоясывает широкий фриз со скульптурными панно, потолок кессонирован системой балок. Ресторан театра, бывшая столовая особняка, окружён арками с ионическими колоннами, в пролётах которых размещены зеркала. Стены малого фойе украшены дубовыми панелями, в ней стоит мраморный камин в деревянном обрамлении, над которым размещена композиция с постройкой и гербом Голицыных, которую держат деревянные фавны-кронштейны. Фойе над вестибюлем украшено сложным рокайльным орнаментом по падуге потолка и настенному фризу, в композицию которого включены рельефные картуши. Помещение, примыкающее к зрительному залу и анфиладе залов вдоль главного фасада — бывший зимний сад-грот; в нём были крестовый свод, чугунные колонны, фонтаны, стояли тропические растения.
С 1891 по 1917 год владельцем был Сергей Николаевич Худеков. С 1917 года здание занимал Клуб им. К. Маркса, в период НЭПа, до 1930 года, в доме был Владимирский игорный клуб, после его ликвидации здание стало Детским Домом культуры (клубом Комиссии по улучшению жизни детей). Тогда же был проведён ремонт, при котором с центра парапета были убраны гербы С. А. Корсаковой и её мужа В. П. Голицына.
С 1935 года в здании выступал Театр рабочей молодёжи (ТРАМ), в 1936—1939 — Театр им. Ленинского Комсомола, затем — Новый ТЮЗ Б. В. Зона.
В 1937 году при реконструкции зрительного зала были сделаны балкон и оркестровая яма, но убрана лепнина стен и потолка. Бывший зимний сад в 1939 году превращён в псевдоготический зал, его металлические колонны были обшиты деревом. В 1940 году при ещё одной перестройке по проекту В. П. Макашова зал украсили пилястрами коринфского ордера, добавили карниз с лепными кронштейнами, на уровне главного балкона добавили балконы-ложи.
С 1945 года здание постоянно занимает театр имени Ленсовета.
Современное оформление зрительного зала создано в 1950-е годы по проекту Н. А. Митурича: перекрытие было выполнено из светлого полированного дерева, в центре расположена хрустальная люстра с бронзовыми деталями, стены окрашены терракотой, антаблемент, падуга и плоскость потолка вокруг кессонов окрашены в белый цвет, кресла обиты вишнёвым бархатом.
В 1974 году создана Малая сцена.
- Элемент украшения камина
- Потолок «готического фойе»
- Элементы украшения Зеркальной гостиной
- Потолок Синей гостиной
- Зрительный зал